# Orlando Barbosa da Silva Folhes
Orlando Barbosa da Silva Folhes (Rio de Janeiro, 26 de junho de 1981), professor da Pontifícia Universidade Católica - PUC-Rio, doutor em ciência do desporto. Casado com uma ex atleta de futebol americano e pai de um menino, Orlando foi atleta da seleção brasileira de luta greco-romana (categoria até 85 kg), é faixa preta de judô, praticante de jiu-jitsu e capoeira.
Considerado por muitos um dos melhores preparadores físicos de modalidades de combate do Brasil, atuou e atua como preparador físico de atletas de MMA. Entre os nomes estão o ex-campeão peso pena do UFC José Aldo[2], o campeão do TUF Brasil 2 (The Ultimate Fighter: Brasil 2) Leonardo Santos, o ex-campeão peso galo do BELLATOR Eduardo "Dudu" Dantas, o peso leve ex UFC e atual ACA Hacran Dias, Júnior "Cigano" dos Santos na sua primeira luta contra o croata Stipe Miocic, com vencedor do TUF Brasil 3 Antônio "Cara de Sapato", Michelle Oliveira (campeã mundial de MMA amador), Ketlen Vieira atual top 5 do UFC, Giu Perea (2 x medalhista mundial de MMA Amador), Yana Gadelha (atleta do Invicta), Dayana Santos e Paula Bitencourt (atletas do BELLATOR), John Teixeira "Macapá" (atleta do ACA) entre muitos outros de uma extensa lista de atletas.
Em 2008 após temporada de estudos em Cuba e Portugal, Orlando Folhes fundou o CDPD - Centro de Desenvolvimento e Pesquisa em Desporto (www.cdpd.com.br). Empresa que inovou o mercado da preparação física.
Em 2018 publicou seu primeiro livro, "Preparação Física para o MMA - Periodização", fruto das pesquisas realizadas com os atletas de elite nos quais trabalhou e trabalha.

## Carreira
Conquistou a faixa preta - 1º Dan - de Judô em 1998, aos 17 anos de idade, ano que ingressou na faculdade de Educação Física, graduando-se aos 21 anos com licenciatura plena pela Universidade Estácio de Sá. Cursou especialização no Brasil (fisiologia do exercício), Cuba (metodologia científica do treinamento desportivo) e Portugal (mestrado e doutorado em ciência do desporto). Dividindo-se entre os estudos e a vida atlética. Como judoca teve diversos títulos estaduais, no jiu-jitsu sagrou-se campeão mundial e representou o Brasil como integrante da seleção brasileira de luta greco-romana, onde conquistou:
- Bronze no Mundial de Greco Romana
- 12 vezes campeão Estadual
- Campeão Nacional
- Tri Campeão Brasileiro
- Bi Campeão da Copa Brasil
- 2x Vice-campeão Sul Americano
- Campeão do Aberto da Argentina
- Campeão do Chile Open
- Tetracampeão da Copa Rio

Quando voltou da especialização lactu sensu de Cuba, trabalhou escrevendo projeto de desenvolvimento para o esporte na secretaria de esporte e lazer do estado do Rio de Janeiro. Iniciou a carreira de professor universitário, escrevendo artigos e metodologias, entre elas: o Aldo Fit e o Fight Training (ambas metodologias de treinos coletivos para o desenvolvimento de valências físicas para o MMA), Programa Pequenos Atletas (programa com foco na detecção e orientação esportiva de crianças) entre outros. Atualmente possui plataforma própria de ensino a distância, além de parcerias com plataformas especializadas como a empresa americana BJJ Fanatics por exemplo (www.bjjfanatics.com)
Após regressar do mestrado em Portugal, fundou o CDPD - Centro de Desenvolvimento e Pesquisa em Desporto, empresa que inovou a preparação física para atletas e não atletas, onde trabalha com CEO. Atuou também, como preparador físico de atletas com renome internacional, conquistando diversos títulos mundiais, tais com:
- José Aldo[2] (campeão peso pena do UFC)[3]
- Júnior dos Santos "Cigano" (luta contra Stipe Micioc)[4]
- Léo Santos (campeão do TUF Brasil 2)
- Antônio Carlos "Cara de Sapato"[5] (campeão do TUF Brasil 3)
- Eduardo Dantas (campeão peso galo do BELLATOR)
- Hacran Dias[6] (ex atleta peso leve do UFC e atual ACA)
- Jussie "Formiga" (atleta peso palha do UFC)
- Ketlen Vieira (atleta peso galo do UFC)
- Renan Barão (ex-campeão peso galo do UFC)
- John Teixeira "Macapá" (ex atleta peso pena do BELLATOR e atual ACA)
- Dayana Santos (atleta do BELLATOR)
- Yanna Gadelha (atleta do INVICTA)
- Paula Bitencourt (Atleta do BELLATOR)
- Geraldo "Spartano" (ex atleta do UFC)
- Michele Oliveira (campeã mundial de MMA amador)
- Giu Perea (2 x prata o mundial de MMA amador)
- Antoine Jaoude (atleta de wrestling com participação dos Jogos Olímpicos de Atenas 2004 e Pequim 2008)
- Rosângela Conceição (atleta de wrestling com participação dos Jogos Olímpicos de Pequim 2008)

## O Wrestling
Orlando sempre foi apaixonado por esportes, principalmente as lutas. Praticante de Judô desde pequeno, interrompeu os treinos para se dedicar aos estudos, contudo ao terminar a graduação tinha apenas 21 anos e decidiu regressar aos treinos, porém, escolheu uma outra modalidade, o Wrestling. Em seu primeiro ano de competição foi campeão carioca, estadual e vice-campeão brasileiro. Os resultados intensificaram os treinamentos o que proporcionou ao atleta representar as cores do Brasil em competições internacionais.
Já formado e com especialização em curso, os colegas de equipe procuram Orlando para ser responsável pela preparação física. É dado início a um longo trabalho por onde passaram atletas com participações em jogos olímpicos, mundiais, jogos pan e sul americanos, tais como Antoine Jaoude, Adrian Jaoude, Diego Bolonha e muitos outros, entre as mulheres, teve a atleta Rosangela Conceição que convida Orlando para uma temporada nos Emirados Árabes para preparação para o campeonato europeu. Na volta, Orlando inicia uma curta fase como treinador de Wrestling das equipes RFT, BTT e alcança uma temporada, também curta, na seleção brasileira.
A carreira como treinador foi meteórica, pois os atletas no qual treinou Wrestling, migraram para o MMA, e dessa forma, naturalmente o preparador físico vê um novo desafio à frente. Após mais de 100 lutas de MMA como preparador físico, Orlando publica diversos artigos e lança um livro com os dados coletados ao longo de anos dedicados à preparação física de seus lutadores. Durante esse tempo também assumiu funções acadêmicas na federação carioca de Wrestling, onde em seguida atuou como conselheiro por algum tempo.

## Curiosidades
Tido como uma criança hiperativa, os pais tiveram muito trabalho para administrar o acúmulo de energia de um jovem que não parava. Essa inquietação fez com que Orlando se federasse também na natação, por onde participou de torneios e colecionou alguns títulos. A natação inclusive foi uma ferramenta de apoio aos estudos, pois era bolsista na universidade na qual estudou por representar a instituição em competições de natação. Todavia, a hiperatividade não era somente física, com bons resultados nos estudos, enquanto adolescente deu início aos aprendizados de metafísica, tarologia, numerologia e fitoterapia espiritual (pois nessa fase se tornou candomblecista, onde foi iniciado no culto).
Amante da música e de carnaval, com gosto musical variado, estudou contrabaixo mas foi a percussão que prendeu sua atenção. Aprendeu atabaque, caixa de guerra e cuíca. Desfilou na bateria de diversas blocos carnavalescos e escolas de samba, chegando a receber o estandarte de ouro de melhor bateria desfilando pela Paraíso do Tuiuti na carnaval de 2023.